# 오카지 가즈히코
오카지 가즈히코(일본어: 岡持 和彦, 1951년 9월 9일 ~ )는 일본의 전 프로 야구 선수이자 야구 지도자이다. 도쿄도 도시마구 출신이며 현역 시절 포지션은 외야수, 투수였다.

## 인물
1969년 하계 고시엔 예선 니시칸토 대회에서는 릿쿄 고등학교(현: 릿쿄니자 고등학교)의 에이스로서 팀을 사이타마현 예선 준결승까지 진출시키는 역할을 했지만 가와고에 공업고등학교한테 패하여 탈락했다. 좌완이면서도 빠른 공을 주무기로 삼았을 뿐만 아니라 타격에서도 뛰어난 활약을 보여주었는데 고교 시절 통산 타율은 3할 5푼을 기록했다. 그 해의 프로 야구 드래프트 6순위로 도에이 플라이어스에 입단했다. 당초에는 투수였지만 2경기에만 등판하여 곧바로 외야수로 전향했다.
대기 외야수로서 기용되는 일이 많아지면서 현역 생활 19년 동안 단 한 번도 규정 타석에 도달한 적은 없었다. 하지만 1977년에는 2번 타자 겸 우익수 자리를 차지하여 맹활약했는데 여름에는 부상으로 결장했지만 타율 0.282의 성적을 남겼다. 요미우리 자이언츠와 맞붙은 1981년 일본 시리즈에서는 1차전에서 상대 투수 가토 하지메로부터 동점 홈런을 날린 것을 비롯해 10타수 2안타 2타점을 기록했다. 1985년에는 마이크 패터슨과 병용되면서 115경기에 출전해 타율 0.291, 10홈런을 기록하는 등 승부에 강한 타격으로 팀의 중심 타선의 일원을 맡았다.
도에이 플라이어스 재적 경험자로서는 마지막 현역 선수이며 닛폰햄의 새 홈구장이자 도쿄 돔 이전 첫 해가 된 1988년에 현역에서 은퇴했다. 그 후 닛폰햄의 2군 타격 코치, 1군 타격 코치 등도 맡았다. 1999년에는 KBO 리그 팀인 쌍방울 레이더스의 타격 인스트럭터로 활동했다.

## 에피소드
사생활에서는 어머니의 부양 등으로 인해 오랜 세월 독신으로 지냈으며 전 긴테쓰 선수인 구리하시 시게루, 전 닛폰햄·세이부 선수였던 유키자와 히사타카 등과 함께 《슈칸 베이스볼》 독자 코너에서 자신의 이름이 거명된 적이 있지만 은퇴 직전에 13세 연하의 일반인 여성과 결혼하여 화제를 불러 일으켰다. 부인과의 사이에 딸만 둘이 있다.

## 상세 정보

### 출신 학교
- 릿쿄 고등학교

### 선수 경력
- 도에이 플라이어스·닛타쿠홈 플라이어스·닛폰햄 파이터스(1970년 ~ 1988년)

### 개인 기록

#### 첫 기록
- 첫 등판 : 1970년 10월 15일, 대 긴테쓰 버펄로스 26차전(닛폰 생명 구장), 8회말에 3번째 투수로서 구원 등판·마무리, 1이닝 무실점
- 첫 안타·첫 홈런·첫 타점 : 1973년 8월 2일, 대 한큐 브레이브스 후기 3차전(한큐 니시노미야 구장), 2회초에 나카하라 이사무의 대타로 출장, 요네다 데쓰야로부터 우월 동점 2점 홈런
- 첫 선발 출장 : 1974년 6월 2일, 대 한큐 브레이브스 전기 13차전(한큐 니시노미야 구장), 1번·중견수로 선발 출장

#### 기록 달성 경력
- 통산 1000경기 출장 : 1986년 8월 9일, 대 난카이 호크스 17차전(고라쿠엔 구장), 8회말에 시라이 가즈유키의 대타로 출장 ※역대 266번째

### 등번호
- 53(1970년 ~ 1976년)
- 7(1977년 ~ 1988년)
- 75(1989년 ~ 1994년)

### 연도별 투수 성적
| 연 도      | 소 속      | 등 판 | 선 발 | 완 투 | 완 봉 | 무 4 구 | 승 리 | 패 전 | 세 이 브 | 홀 드 | 승 률 | 타 자 | 이 닝 | 피 안 타 | 피 홈 런 | 볼 넷 | 고 4 | 몸 맞 | 탈 삼 진 | 폭 투 | 보 크 | 실 점 | 자 책 점 | 평 자 책 | W H I P |
| ---------- | ---------- | ----- | ----- | ----- | ----- | ------- | ----- | ----- | -------- | ----- | ----- | ----- | ----- | -------- | -------- | ----- | ---- | ----- | -------- | ----- | ----- | ----- | -------- | -------- | ------- |
| 1970년     | 도에이     | 2     | 0     | 0     | 0     | 0       | 0     | 0     | --       | --    | ----  | 13    | 3.0   | 1        | 0        | 4     | 0    | 0     | 0        | 0     | 0     | 1     | 1        | 3.00     | 1.67    |
| 통산 : 1년 | 통산 : 1년 | 2     | 0     | 0     | 0     | 0       | 0     | 0     | --       | --    | ----  | 13    | 3.0   | 1        | 0        | 4     | 0    | 0     | 0        | 0     | 0     | 1     | 1        | 3.00     | 1.67    |

### 연도별 타격 성적
| 연 도       | 소 속                | 경 기 | 타 석 | 타 수 | 득 점 | 안 타 | 2 루 타 | 3 루 타 | 홈 런 | 루 타 | 타 점 | 도 루 | 도 루 자 | 희 생 번 | 희 생 플 | 볼 넷 | 고 4 | 사 구 | 삼 진 | 병 살 타 | 타 율 | 출 루 율 | 장 타 율 | O P S |
| ----------- | -------------------- | ----- | ----- | ----- | ----- | ----- | ------- | ------- | ----- | ----- | ----- | ----- | -------- | -------- | -------- | ----- | ---- | ----- | ----- | -------- | ----- | -------- | -------- | ----- |
| 1970년      | 도에이 닛타쿠 닛폰햄 | 2     | 0     | 0     | 0     | 0     | 0       | 0       | 0     | 0     | 0     | 0     | 0        | 0        | 0        | 0     | 0    | 0     | 0     | 0        | ----  | ----     | ----     | ----  |
| 1973년      | 도에이 닛타쿠 닛폰햄 | 32    | 33    | 32    | 2     | 7     | 1       | 0       | 2     | 14    | 7     | 0     | 0        | 0        | 0        | 1     | 0    | 0     | 7     | 1        | .219  | .242     | .438     | .680  |
| 1974년      | 도에이 닛타쿠 닛폰햄 | 80    | 183   | 175   | 13    | 41    | 11      | 0       | 1     | 55    | 10    | 3     | 1        | 2        | 0        | 5     | 0    | 1     | 37    | 0        | .234  | .260     | .314     | .574  |
| 1975년      | 도에이 닛타쿠 닛폰햄 | 88    | 246   | 224   | 31    | 61    | 11      | 1       | 7     | 95    | 25    | 1     | 1        | 2        | 2        | 17    | 0    | 1     | 39    | 5        | .272  | .324     | .424     | .748  |
| 1976년      | 도에이 닛타쿠 닛폰햄 | 67    | 152   | 140   | 16    | 35    | 4       | 0       | 3     | 48    | 15    | 3     | 1        | 0        | 0        | 10    | 0    | 2     | 19    | 4        | .250  | .309     | .343     | .652  |
| 1977년      | 도에이 닛타쿠 닛폰햄 | 108   | 327   | 305   | 36    | 86    | 13      | 1       | 5     | 116   | 27    | 5     | 4        | 4        | 1        | 14    | 0    | 3     | 29    | 4        | .282  | .319     | .380     | .699  |
| 1978년      | 도에이 닛타쿠 닛폰햄 | 79    | 182   | 160   | 25    | 48    | 7       | 1       | 3     | 66    | 17    | 3     | 3        | 5        | 0        | 13    | 0    | 4     | 18    | 3        | .300  | .367     | .413     | .780  |
| 1979년      | 도에이 닛타쿠 닛폰햄 | 61    | 115   | 107   | 11    | 25    | 4       | 0       | 4     | 41    | 15    | 2     | 2        | 1        | 0        | 6     | 0    | 1     | 18    | 0        | .234  | .281     | .383     | .664  |
| 1980년      | 도에이 닛타쿠 닛폰햄 | 79    | 151   | 133   | 11    | 29    | 4       | 1       | 5     | 50    | 16    | 0     | 0        | 2        | 1        | 14    | 0    | 1     | 25    | 1        | .218  | .295     | .376     | .671  |
| 1981년      | 도에이 닛타쿠 닛폰햄 | 41    | 99    | 89    | 13    | 28    | 6       | 0       | 3     | 43    | 12    | 0     | 0        | 0        | 0        | 10    | 0    | 0     | 16    | 1        | .315  | .384     | .483     | .867  |
| 1982년      | 도에이 닛타쿠 닛폰햄 | 82    | 210   | 186   | 19    | 42    | 13      | 1       | 6     | 75    | 21    | 1     | 1        | 2        | 1        | 17    | 1    | 4     | 26    | 5        | .226  | .303     | .403     | .706  |
| 1983년      | 도에이 닛타쿠 닛폰햄 | 65    | 141   | 110   | 14    | 29    | 4       | 0       | 4     | 45    | 18    | 1     | 0        | 0        | 3        | 25    | 1    | 3     | 22    | 1        | .264  | .404     | .409     | .813  |
| 1984년      | 도에이 닛타쿠 닛폰햄 | 49    | 133   | 116   | 17    | 28    | 2       | 0       | 5     | 45    | 16    | 0     | 0        | 1        | 0        | 15    | 0    | 1     | 15    | 4        | .241  | .333     | .388     | .721  |
| 1985년      | 도에이 닛타쿠 닛폰햄 | 115   | 321   | 292   | 25    | 85    | 13      | 0       | 10    | 128   | 46    | 0     | 3        | 1        | 2        | 22    | 0    | 4     | 32    | 6        | .291  | .347     | .438     | .785  |
| 1986년      | 도에이 닛타쿠 닛폰햄 | 81    | 150   | 133   | 11    | 35    | 2       | 0       | 7     | 58    | 23    | 0     | 1        | 1        | 1        | 15    | 1    | 0     | 23    | 3        | .263  | .336     | .436     | .772  |
| 1987년      | 도에이 닛타쿠 닛폰햄 | 97    | 280   | 243   | 29    | 75    | 16      | 0       | 9     | 118   | 36    | 0     | 1        | 2        | 1        | 34    | 5    | 0     | 44    | 7        | .309  | .392     | .486     | .878  |
| 1988년      | 도에이 닛타쿠 닛폰햄 | 92    | 268   | 243   | 14    | 44    | 9       | 0       | 4     | 65    | 28    | 2     | 0        | 0        | 1        | 23    | 3    | 1     | 43    | 3        | .181  | .254     | .267     | .521  |
| 통산 : 17년 | 통산 : 17년          | 1218  | 2991  | 2688  | 287   | 698   | 120     | 5       | 78    | 1062  | 332   | 21    | 18       | 23       | 13       | 241   | 11   | 26    | 413   | 48       | .260  | .325     | .395     | .720  |

- 도에이(도에이 플라이어스)는 1973년에 닛타쿠(닛타쿠홈 플라이어스), 1974년에 닛폰햄(닛폰햄 파이터스)으로 구단명을 변경